# Adres bezwzględny

## Adres w pamięci komputera
Adres bezwzględny oznacza bezpośredni adres komórki pamięci komputera, czyli numer komórki w fizycznej pamięci komputera.
Adres względny oznacza przesunięcie w kierunku niższych lub wyższych adresów komórek pamięci względem aktualnego adresu. Z tego względu adresy względne są liczbami całkowitymi ze znakiem – przeważnie kodowanymi w systemie uzupełnienia do dwóch. Używanie adresów względnych wiąże się z ograniczeniem przestrzeni adresowej do jakiej można się odwołać, lecz zajmuje ono mniej pamięci i jest zwykle szybsze od adresowania bezwzględnego.

## Arkusze kalkulacyjne
W arkuszach kalkulacyjnych pojęcie adresu bezwzględnego oznacza wskaźnik na komórkę arkusza, który nie zmienia się przy kopiowaniu komórki, np. $A$1 w Excelu.

## Położenie pliku w systemie
W systemach operacyjnych adres bezwzględny (ścieżka bezwzględna) do pliku to sposób zapisu położenia pliku w drzewie katalogów, rozpoczynającym się od korzenia. W różnych systemach operacyjnych adresy bezwzględne mogą być zapisywane w różny sposób:
- Przykład w systemie operacyjnym Windows: C:\WINDOWS\notepad.exe
- Przykład w systemie operacyjnym GNU/Linux: /home/user/plik.txt.

## Internet
W Internecie wiele protokołów używa bezwzględnych adresów budowanych według schematu:
```
<protokół>://
<
użytkownik>:<hasło>@<host>:<port>/<ścieżka>
```

przy czym niektóre części są opcjonalne i nie zawsze występują w adresie, zwykle jest to:
```
<protokół>://<host>/<ścieżka>
```

np.:
```
http://example.com/example.html
```